# Ligne Bière – Apples – Morges
Pour les articles homonymes, voir BAM.
La ligne Bière – Apples – Morges (BAM) est une ligne de chemin de fer de 30 kilomètres à voie unique à écartement métrique, qui relie la gare de Morges à Bière via Apples, et Apples à L'Isle par une ligne secondaire. La ligne est exploitée par les Transports de la région Morges-Bière-Cossonay (MBC), désignés avant 2003 sous le nom de Compagnie du Chemin de fer de Bière-Apples-Morges (BAM).

## Histoire
- 1895 : Début du trafic (1er juillet) ;
- 1896 : Ouverture de la ligne Apples - L'Isle (12 septembre) ;
- 1899 : La ligne Apples - L'Isle est intégrée au BAM (1er juillet) ;
- 1943 : Traction électrique entre Morges et Bière (10 mai) ;
- 1943 : Traction électrique entre Apples et L'Isle (13 novembre) ;
- 1964 : Transports des wagons CFF avec des truck-transporteurs ;
- 1981 : Transports des wagons CFF avec des rollbocks, notamment les wagons transportant les chars d'assauts et les obusiers blindés M109 ;
- 1997 : Prolongement de la voie jusqu'aux casernes, uniquement pour le trafic militaire (1,89 km, 10 avril).
- 2015 : La gare de Chigny permet le croisement des trains en vue du passage de l'horaire à la demi-heure. Acquisition de nouvelles rames du constructeur Stadler.

## Caractéristiques
- Longueur : 31,6 km
  - 19,1 km entre Morges et Bière
  - 10,6 km entre Apples et L'Isle

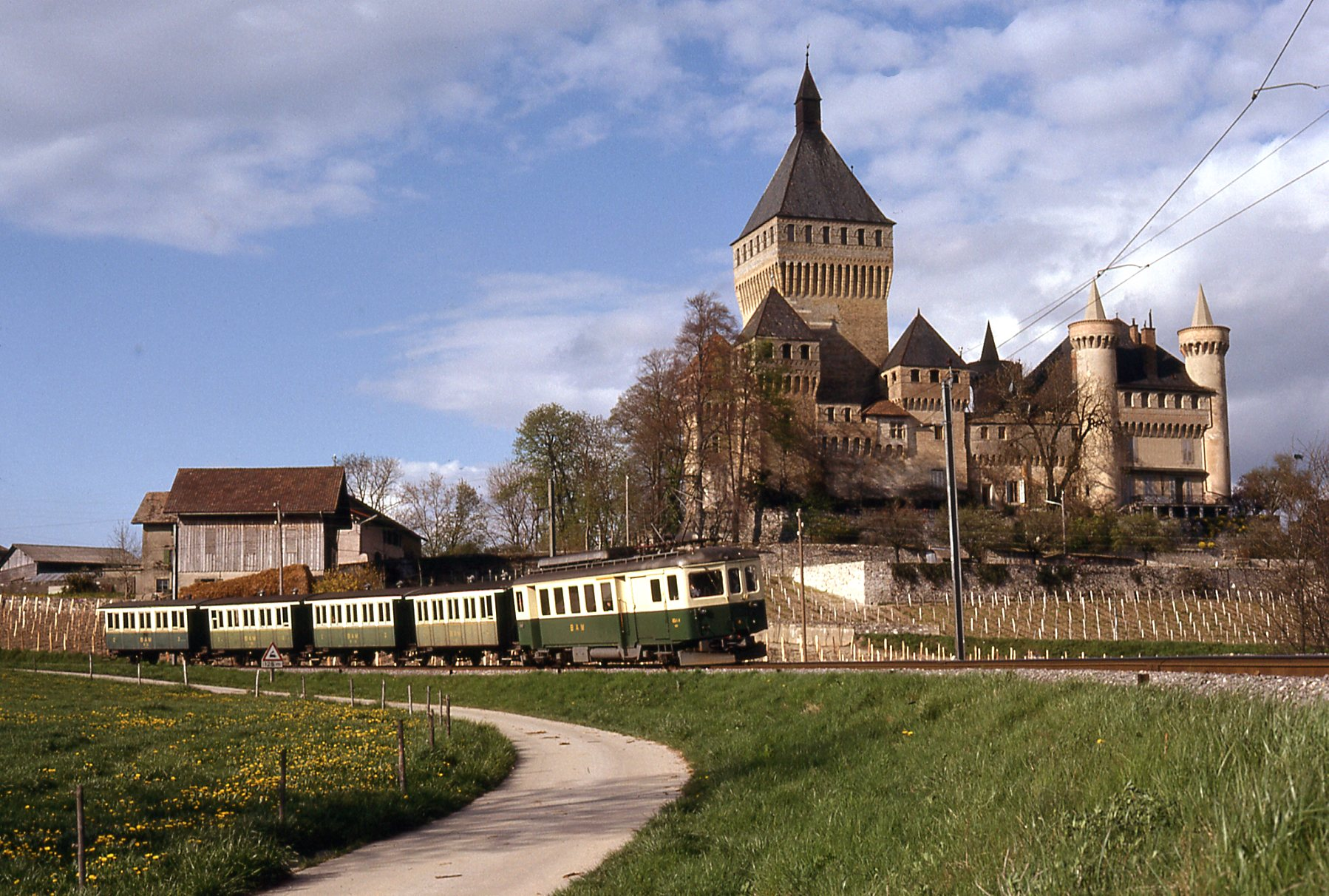
Composition passant devant le château de Vufflens durant le mois d'avril 1979.

  - 1,9 km raccordement de Bière-Casernes (appartient à la Confédération suisse, DDPS)
- Voie métrique
- Traction électrique comme les Chemins de fer fédéraux suisses (15 kV, 16 ⅔ Hz)
- Pente maximale : 35 ‰
- Passagers : 706 691 en 2014[2]
- Marchandises : 300'000 tonnes
- Taux de couverture : 21 % par les billets
- Subvention : 6,3 millions de francs suisses en 2005.

## Matériel roulant ferroviaire

### Galerie

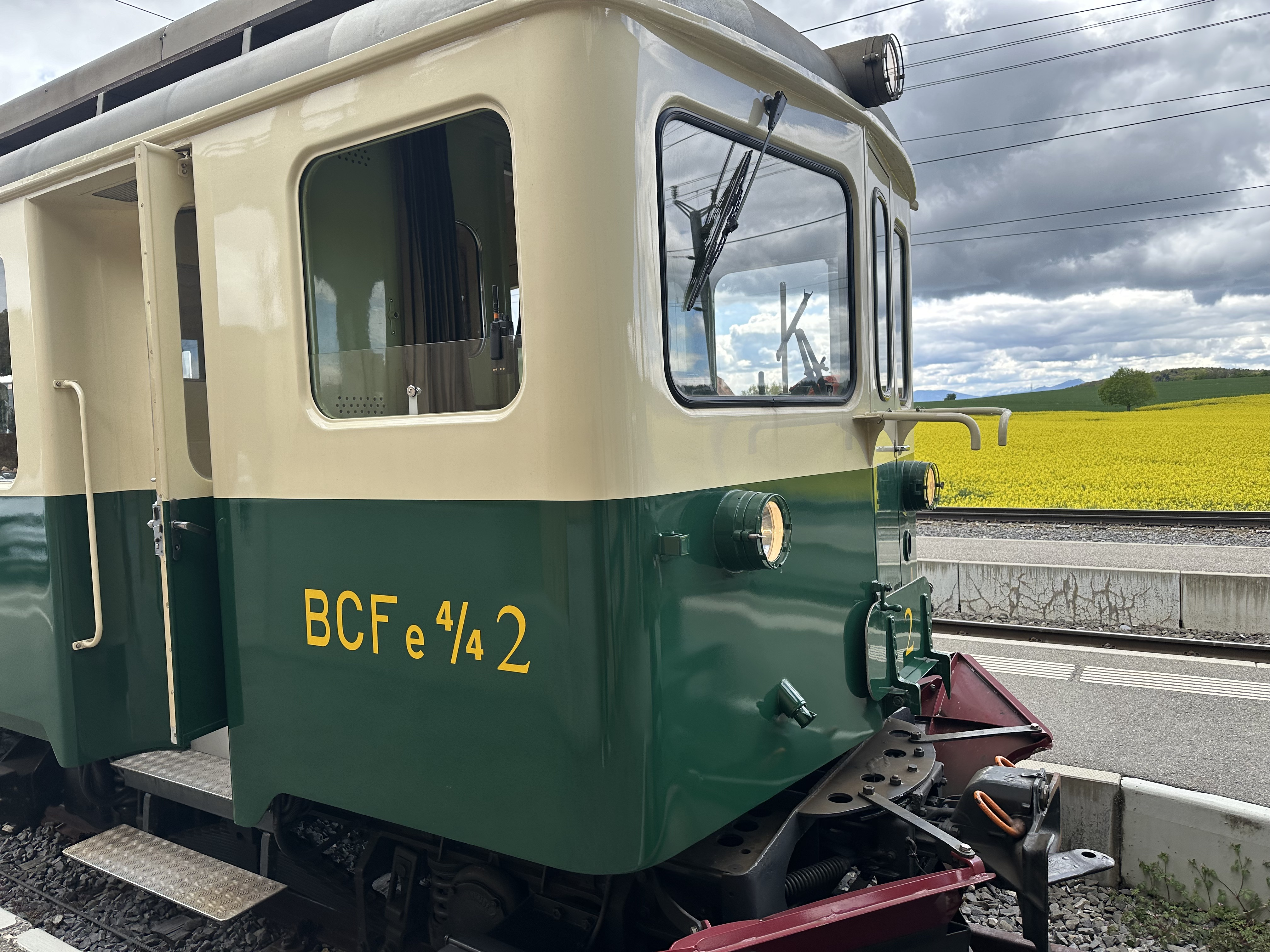
Locomotive BAM de 1925
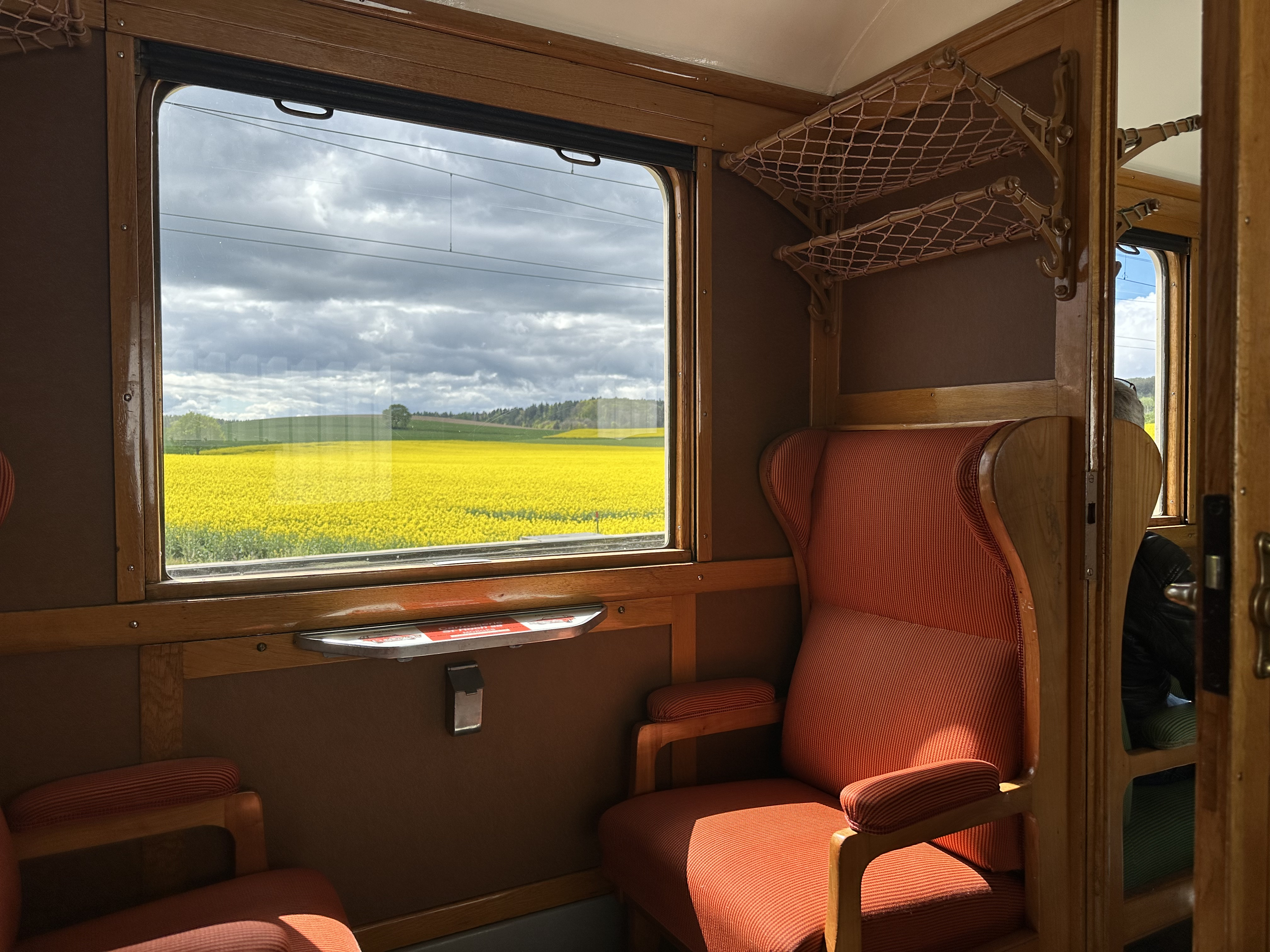
Première Classe BAM 1925
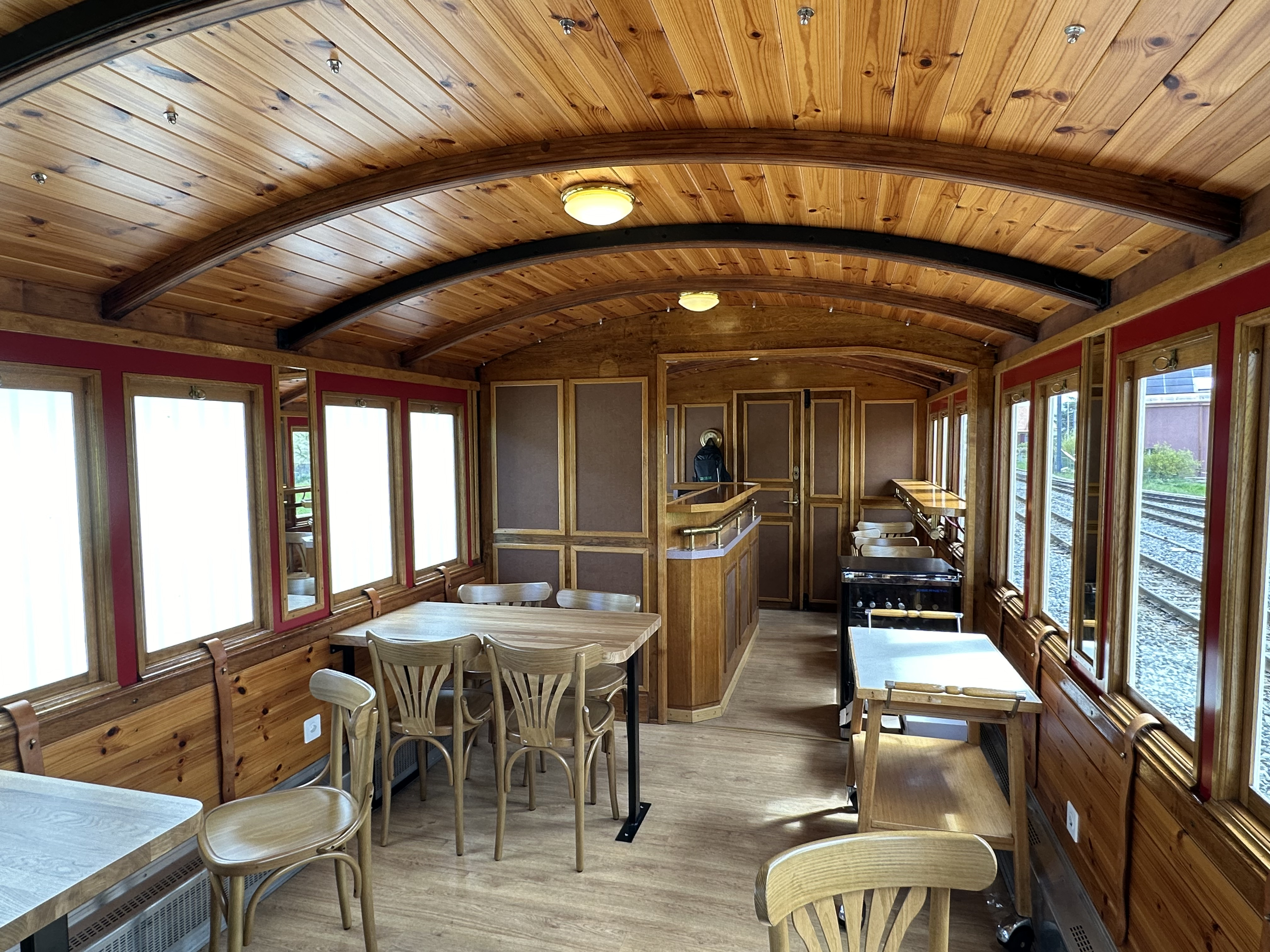
Voiture bar du BAM de 1895

### Matériel roulant actuel
| Matériel roulant        | Type et numéros   | Nbre | Année de construction | Constructeur(s)        | Places assises 2e classe | Remarque(s) | Photo |
| ----------------------- | ----------------- | ---- | --------------------- | ---------------------- | ------------------------ | --- | ----- |
| Automotrices            | BDe 4/4 2         | 1    | 1943                  | SWS / SAAS             | 40                       | réserve et BAM Retro |       |
| Automotrices            | BDe 4/4 5         | 1    | 1949                  | SWS / SAAS             | 40                       | en attente de remise en service |       |
| Automotrices            | Be 4/4 11, 12, 14 | 3    | 1981                  | ACMV / BBC             | 40                       | Be 4/4 14 : initialement Be 4/4 13 |       |
| Automotrices            | Be 4/4 31-38      | 8    | 2015-16               | Stadler                |                          | Normalement en composition ABe 8/12, soit : une automotrice Be 4/4 + une voiture AB + une automotrice Be 4/4. La première fut baptisée 'le Joran' (n°32-33)         |       |
| Locomotives électriques | Ge 4/4 21-22      | 2    | 1994                  | SLM / ABB              | –                        | Ge 4/4 21 : « La Morges » Ge 4/4 22 : « La Venoge » |       |
| Locomotives électriques | Re 420 506        | 1    | 1964                  | SLM / BBC / MFO / SAAS | –                        | voie normale, Ex Re 420 506 BLS, achetée en 2013 |       |
| Tracteurs électriques   | Te 2/2 147, 155   | 2    | 1965                  | SLM / MFO              | –                        | voie normale, acquisition 2006, ex-CFF Te III |       |
| Tracteur Diesel         | Tm 2/2 41         | 1    | 1990                  |                        | –                        | |       |
| Tracteur Diesel         | Tm IV             | 1    | 1975                  | SLM / MFO              | –                        | voie normale, acquisition 2016, 98 85 5232 134-7 |       |
| Draisine                | Dam               | 1    | 1974                  |                        | –                        | |       |
| Voitures-pilotes        | Bt 51-54          | 4    | 1982-83               | ACMV                   | 56                       | Bt 51, 52 et 53 : cabine côté Bière ; Bt 54 : acquisition 2004, ex-YSteC Bt 52, cabine côté Morges. Bt 51 et 54 rénovées en 2016 pour substitution de Be 4/4 31/38. |       |
| Voitures voyageurs      | AB 25             | 1    | 1925                  |                        | 60                       | voiture historique, ex-B 71 |       |
| Voitures voyageurs      | Br 31             | 1    | 1895                  | SIG                    | 40                       | voiture historique, reconstruction 1996 |       |
| Voitures voyageurs      | B 2065-2068       | 4    | 2010/2015             | Stadler                | 64                       | |       |
| Wagons marchandises     | G 109-111         | 3    | 1944/1949             | SWS / BAM              | –                        | G109 : Transfo. du FZ 54 par le BAM G110 : Transfo. du FZ 53 par le BAM G111 : Transfo. du K 123 par le BAM                                                         |       |
| Wagons marchandises     | XS72              | 4    | 2013                  |                        | –                        | wagon Xs72 |       |
| Wagons marchandises     | Fans-u            | 19   | 1995-2000             |                        | –                        | wagon Fans-u à double-benne basculante pour le transport de gravier et de remblais                                                                                  |       |
| Wagons marchandises     | Faccns            | 9    | 2016                  | Legios (CZ)            | –                        | wagon-trémie pour le transport de sable et de gravier fin |       |

### Matériel roulant ancien
| Matériel roulant     | Type et numéros | Année de construction | Constructeur(s)  | Places assises 2e classe | Remarque(s) | Photo |  |
| -------------------- | --------------- | --------------------- | ---------------- | ------------------------ | --- | ----- |  |
| Locomotives à vapeur | G 3/3 1-3       | 1895                  | SLM              | -                        | G 3/3 1 : démolie vers 1951 G 3/3 2 : démolie en 1945 G 3/3 3 : démolie en 1944                                                                                 |       |  |
| Locomotives à vapeur | G 3/3 4         | 1896                  | SLM              | -                        | Démolie en 1943 Ex G 3/3 1 de l'Apples-L'Isle |       |  |
| Locomotives à vapeur | G 3/3 6         | 1901                  | SLM              | -                        | Vendue à la scierie Renfer de Biel, en 1943 Ex G 3/3 109 du Brünig                                                                                              |       |  |
| Locomotives à vapeur | G 3/4 7         | 1914                  | SLM              | -                        | Vendue en 1946 |       |  |
| Automotrices         | Be 4/4 15       | 1981                  | ACMV / SIG / BBC | 40                       | acquisition 2004, ex-YSteC Be 4/4 3. 2015: retour à YSteC/Travys Juin 2020 : Retour au MBC, elle sert de magasin de pièces détachées pour les Be 4/4 11/12 & 14 |       |  |
| Automotrices         | BDe 4/4 1-4     | 1943                  | SWS / SAAS       | 40                       | BDe 4/4 1 : retirée du service en 1993 BDe 4/4 3 : retirée du service en avril 2010 BDe 4/4 4 : retirée du service en 1994                                      |       |  |
| Voitures voyageurs   | B 61-64         | 1964                  | FFA / SIG        | 64                       | ex-B 26-29 jusqu'en 1982-83. Vendue en 2019 à la SNCFG |       |  |
| Voitures voyageurs   | B 72            | 1916                  | SIG              | 60                       | Vendue au chemin de fer de Bon-Repos (F), 08.2012 Ex SZB AB 302 en 1982                                                                                         |       |  |
| Voitures voyageurs   | B 73            | 1916                  | SIG              | 64                       | Donnée au FCE, 04.2014 Ex SZB AB 312 en 1982 |       |  |
| Wagons marchandises  | K 107           | 1934                  | SIG              | -                        | Démoli en 2012 |       |  |

### Matériel roulant futur
Le chemin de fer Bière-Apples-Morges s’apprête à renouveler une partie de son matériel roulant (horizon 2015-2016). Un appel d'offres, pour quatre rames, a été effectué conjointement avec trois autres entreprises romandes : MOB, TPF, TRAVYS.
Cet appel d'offres a été remporté le 13 mars 2013 par l'entreprise suisse Stadler. La livraison des quatre rames est prévue pour 2015.
Source : 
www.automotrice.ch

http://www.bahnonline.ch/
Contrat "Stadler Rail"

## Transport de wagons à voie normale

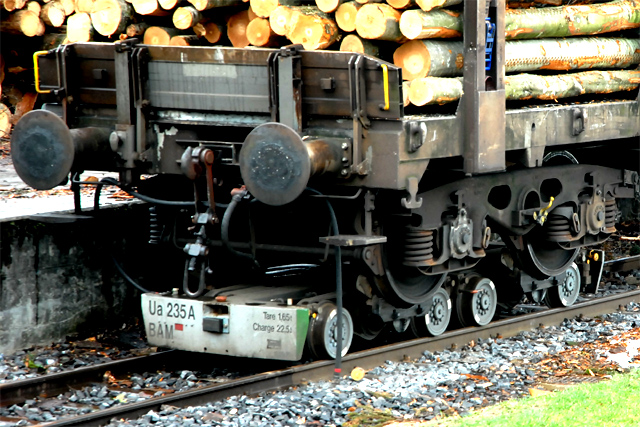
Wagon CFF sur rollbock BAM.

Le BAM utilise des bogies spéciaux appelés rollbocks sur lesquelles sont placés des wagons à voie normale, évitant ainsi de transborder le fret. Ces wagons sont en général tractés par une ou deux locomotives électriques Ge 4/4 21–22, mais les automotrices Be 4/4 11–14 peuvent également tracter de tels convois.